# ハリー・ポッターと賢者の石 (サウンドトラック)
『ハリー・ポッターと賢者の石』 (Harry Potter and the Philosopher's Stone) は、2001年10月30日にリリースされた、同名映画のサウンドトラックである（日本版は11月28日リリース）。この映画のための音楽は、ジョン・ウィリアムズにより作曲、指揮された。ウィリアムズは本作により第74回アカデミー賞の作曲賞にノミネートされている。収録はロンドンのアソシエイテッド・インディペンデント・レコーディングとアビー・ロード・スタジオで行われた。
本作では、登場人物を特定するテーマ（ライトモチーフ）が多く導入されている。用いられたテーマには以下のものがある：ヴォルデモートのテーマ2曲、ホグワーツのテーマ2曲、ダイアゴン横丁のテーマ、クィディッチのテーマ、飛行のテーマ、友情のテーマ、及びメイン・テーマ（ヘドウィグのテーマ）。これらのテーマはシリーズ第2作『ハリー・ポッターと秘密の部屋』でも使用されているが、3作目以降で使われたものは少ない。メイン・テーマはシリーズ全作で聴くことができるが、オリジナルのアレンジで使われることは稀である。
アメリカではBillboard 200チャートで48位、サウンドトラック部門では2位を獲得した。カナダでは、2001年12月14日に、カナダ・レコーディング産業協会によってゴールド（50,000枚）に認定されている。また、日本でも、日本レコード協会によってゴールドディスク（100,000枚）に認定されている。

## 収録曲
| #         | タイトル                                                                                       | 作詞  | 作曲・編曲 | 時間 |
| --------- | ---------------------------------------------------------------------------------------------- | ----- | ---------- | ---- |
| 1.        | 「プロローグ」(Prologue)                                                                       |       |            | 2:12 |
| 2.        | 「ハリーの不思議な世界」(Harry's Wondrous World)                                               |       |            | 5:21 |
| 3.        | 「ベイビー・ハリーの到着」(The Arrival of Baby Harry)                                          |       |            | 4:25 |
| 4.        | 「動物園への訪問 & ホグワーツからの手紙」(Visit to the Zoo and Letters from Hogwarts)          |       |            | 3:23 |
| 5.        | 「ダイアゴン横丁とグリンゴッツ銀行」(Diagon Alley and the Gringotts Vault)                     |       |            | 4:06 |
| 6.        | 「9と3/4番線とホグワーツへの旅」(Platform Nine-and-Three-Quarters and the Journey to Hogwarts) |       |            | 3:14 |
| 7.        | 「大広間への入場とバンケット」(Entry into the Great Hall and the Banquet)                      |       |            | 3:42 |
| 8.        | 「Mr.ロングボトム・フライズ」(Mr. Longbottom Flies)                                            |       |            | 3:35 |
| 9.        | 「“ホグワーツよ永遠に！”& 動く階段」(Hogwarts Forever! and the Moving Stairs)                  |       |            | 3:47 |
| 10.       | 「ノルウェー・リッジバックと季節の変わり目」(The Norwegian Ridgeback and a Change of Season)   |       |            | 2:47 |
| 11.       | 「クィディッチ・マッチ」(The Quidditch Match)                                                  |       |            | 8:29 |
| 12.       | 「ホグワーツのクリスマス」(Christmas at Hogwarts)                                              |       |            | 2:56 |
| 13.       | 「透明マントと図書館のシーン」(The Invisibility Cloak and the Library Scene)                   |       |            | 3:16 |
| 14.       | 「フラッフィーのハープ」(Fluffy's Harp)                                                        |       |            | 2:39 |
| 15.       | 「悪魔の罠と羽のついた鍵」(In the Devil's Snare and the Flying Keys)                           |       |            | 2:21 |
| 16.       | 「チェス・ゲーム」(The Chess Game)                                                             |       |            | 3:49 |
| 17.       | 「ヴォルデモートの素顔」(The Face of Voldemort)                                                |       |            | 6:10 |
| 18.       | 「ホグワーツを離れる」(Leaving Hogwarts)                                                       |       |            | 2:14 |
| 19.       | 「ヘドウィグのテーマ」(Hedwig's Theme)                                                         |       |            | 5:11 |
| 合計時間: | 合計時間:                                                                                      | 73:28 |            |      |

## ヘドウィグのテーマ
「ヘドウィグのテーマ」（Hedwig's Theme）は、映画シリーズを通してのライトモティーフである。しばしばシリーズのメイン・テーマとも称され、『賢者の石』の「プロローグ」冒頭から登場する。エンド・クレジットでは、オーケストラ・アレンジされたこのテーマが流される（タイトルは「ヘドウィグのテーマ」）。『ハリー・ポッター』シリーズの音楽には度々挿入され、ウィリアムズからバトンを受けたパトリック・ドイル、ニコラス・フーパー、アレクサンドル・デスプラといった他の音楽担当らも、このテーマを用いた曲を書いている。また、ジェームズ・ハンニガンによる、テレビゲーム版『ハリー・ポッター』の音楽にもこのテーマが登場する。さらに、着メロ、トレーラーミュージック、他のマルチメディアでも使用され、ポップカルチャーとして重要な地位を得るに至っている。

## 評価
| 専門評論家によるレビュー | 専門評論家によるレビュー |
| レビュー・スコア         | レビュー・スコア         |
| 出典                     | 評価                     |
| ------------------------ | ------------------------ |
| AllMusic                 | 4/5stars                 |
| Filmtracks               | 5/5stars                 |
| Movie Wave               | 3.5/5stars               |
| SoundtrackNet            | 3.5/5stars               |
| Tracksounds              | 8/10stars                |